# 1973-as síkvízi kajak-kenu világbajnokság
Az 1973-as síkvízi kajak-kenu világbajnokságot a finnországi Tamperében rendezték 1973-ban. Ez a tizedik kajak-kenu világbajnokság volt. A magyar csapat az éremtáblázaton a második helyezést érte el összesítésben.

## Éremtáblázat
*   Rendező
  *   Magyarország
| Helyezés | Ország        | Arany | Ezüst | Bronz | Összesen |
| -------- | ------------- | ----- | ----- | ----- | -------- |
| 1.       | Szovjetunió   | 8     | 6     | 1     | 15       |
| 2.       | Magyarország  | 7     | 4     | 5     | 16       |
| 3.       | Románia       | 2     | 5     | 6     | 13       |
| 4.       | NDK           | 1     | 1     | 2     | 4        |
| 5.       | Lengyelország | 0     | 1     | 2     | 3        |
| 6.       | NSZK          | 0     | 1     | 0     | 1        |
| 7.       | Belgium       | 0     | 0     | 1     | 1        |
| 7.       | Dánia         | 0     | 0     | 1     | 1        |
| Összesen | Összesen      | 18    | 18    | 18    | 54       |

## Eredmények

### Férfiak

#### Kenu
| Versenyszám | Arany                                              | Arany    | Ezüst                                          | Ezüst    | Bronz                                             | Bronz    |
| ----------- | -------------------------------------------------- | -------- | ---------------------------------------------- | -------- | ------------------------------------------------- | -------- |
| C1 500 m    | Darvas Miklós · Magyarország                       | 2:05,02  | Nyikolaj Fedulov · Szovjetunió                 | 2:05,42  | Ivan Patzaichin · Románia                         | 2:07,42  |
| C1 1000 m   | Ivan Patzaichin · Románia                          | 4:25,40  | Romualdas Vinojinidis · Szovjetunió            | 4:28,17  | Wichmann Tamás · Magyarország                     | 4:28,82  |
| C1 10 000 m | Vaszil Jurcsenko · Szovjetunió                     | 48:42,98 | Lipat Varabiev · Románia                       | 49:11,18 | Wichmann Tamás · Magyarország                     | 51:15,29 |
| C2 500 m    | Oleg Kalidov · Vitalij Szlobogyenyuk · Szovjetunió | 1:53,53  | Georghe Danielov · Gheorghe Simionov · Románia | 1:53,58  | Jerzy Opara · Andrzej Gronowicz · Lengyelország   | 1:54,94  |
| C2 1000 m   | Gheorghe Danielov · Gheorghe Simionov · Románia    | 3:49,33  | Vladas Česiūnas · Jurij Lobanov · Szovjetunió  | 3:49,56  | Wichmann Tamás · Petrikovics Gyula · Magyarország | 3:51,35  |
| C2 10 000 m | Vladas Česiūnas · Jurij Lobanov · Szovjetunió      | 45:01,51 | Vasile Serghei · Cherasim Munteanu · Románia   | 45:37,48 | Buday Tamás · Haraszti Gábor · Magyarország       | 45:45,18 |

### Nők

#### Kajak
| Versenyszám | Arany                                                                             | Arany   | Ezüst                                                                          | Ezüst   | Bronz                                                                      | Bronz   |
| ----------- | --------------------------------------------------------------------------------- | ------- | ------------------------------------------------------------------------------ | ------- | -------------------------------------------------------------------------- | ------- |
| K1 500 m    | Nyina Gopova · Szovjetunió                                                        | 2:04,78 | Petra Borzym · NDK                                                             | 2:05,92 | Victoria Dumitru · Románia                                                 | 2:06,42 |
| K2 500 m    | Ilse Kaschube · Petra Borzym · NDK                                                | 1:53,51 | Ljudmila Pinajeva · Nyina Gopova · Szovjetunió                                 | 1:53,91 | Pfeffer Anna · Tőzsér Ilona · Magyarország                                 | 1:54,90 |
| K4 500 m    | Ljudmila Pinajeva · Nyina Gopova · Larisza Kabakova · Tamara Popova · Szovjetunió | 1:45,25 | Pfeffer Anna · Tőzsér Ilona · Horváth Erzsébet · Zakariás Mária · Magyarország | 1:46,94 | Victoria Dumitru · Maria Nichoforov · Maria Cosma · Maria Ivanov · Románia | 1:47,82 |

## A magyar csapat
Az 1973-as magyar vb keret tagjai:
| férfiak kajak | férfiak kajak                                                   | férfiak kajak |
| ------------- | --------------------------------------------------------------- | ------------- |
| K1 500 m      | Csapó Géza                                                      | Aranyérem     |
| K2 500 m      | Deme József Rátkai János                                        | Ezüstérem     |
| K1 1000 m     | Csapó Géza                                                      | Aranyérem     |
| K2 1000 m     | Deme József Rátkai János                                        | Aranyérem     |
| K4 1000 m     | Deme József Rátkai János Vargha Csongor Giczy Csaba             | Aranyérem     |
| K1 10 000 m   | Völgyi Péter                                                    | Ezüstérem     |
| K2 10 000 m   | Bakó Zoltán Csapó Géza                                          | Aranyérem     |
| K4 10 000 m   | Giczy Csaba Nagy Tibor Vargha Csongor Kralován Géza             | Aranyérem     |
| K1 4 × 500 m  | Csizmadia István Angyal Zoltán Schaffhauser Róbert Szabó István | Ezüstérem     |

| férfi kenu  | férfi kenu                       | férfi kenu |
| ----------- | -------------------------------- | ---------- |
| C1 500 m    | Darvas Miklós                    | Aranyérem  |
| C2 500 m    | Tarczali Róbert Hrazdil Vilmos   | 4.         |
| C1 1000 m   | Wichmann Tamás                   | Bronzérem  |
| C2 1000 m   | Wichmann Tamás Petrikovics Gyula | Bronzérem  |
| C1 10 000 m | Wichmann Tamás                   | Bronzérem  |
| C2 10 000 m | Buday Tamás Haraszti Gábor       | Bronzérem  |

| nők      | nők                                                       | nők       |
| -------- | --------------------------------------------------------- | --------- |
| K1 500 m | Tőzsér Ilona                                              | 4.        |
| K2 500 m | Pfeffer Anna Tőzsér Ilona                                 | Bronzérem |
| K4 500 m | Pfeffer Anna Tőzsér Ilona Horváth Erzsébet Zakariás Mária | Ezüstérem |